# Pozza di Fassa
Pozza di Fassa ladină: Poza (de Fascia)  este o comună cu  1.867 loc. situată în provincia Trento. Localitatea se întinde pe o suprafață de 73,2 km², având densitatea populației de 26 loc./km². Între anii 1991 - 2001 populația a crescut cu 7,1%. Pozza di Fassa se află la altitudinea de 1.430 m deasupra n.m. Comuna se învecinează cu  Canazei, Tiers (BZ), Mazzin, Nova Levante (BZ), Rocca Pietore (BL), Vigo di Fassa, Moena, Soraga. 

## Demografie
Pozza di Fassa - evoluția demografică

|  | Graficele sunt indisponibile din cauza unor probleme tehnice. Mai multe informații se găsesc la Phabricator și la wiki-ul MediaWiki. |

Date: Recensăminte sau birourile de statistică - grafică realizată de Wikipedia